# Passiflora amoena
Passiflora amoena L.K. Escobar – gatunek rośliny z rodziny męczennicowatych (Passifloraceae Juss. ex Kunth in Humb.). Występuje endemicznie w Gujanie, Surinamie oraz Gujanie Francuskiej. 

## Morfologia
PokrójZdrewniałe, trwałe, owłosione liany.
LiścieBlaszka liściowa ma eliptyczny lub owalny kształt. Nasada liścia jest rozwarta lub ostrokątna. Mają 9,5–13 cm długości oraz 4–7,5 cm szerokości. Brzegi są całobrzegie. Wierzchołek jest tępy lub ostry. Ogonek liściowy jest owłosiony i ma długość 15–50 mm. Przylistki są liniowe, mają 3 mm długości.
KwiatyPojedyncze. Działki kielicha są podłużne, czerwonoróżowawe, mają 1,4–1,6 cm długości. Płatki są podłużne, różowe, mają 2 cm długości. Przykoronek ułożony jest w 3–5 rzędach, czerwonoróżowawy, ma 7 mm długości.
OwoceSą elipsoidalnego kształtu. Mają 6–9 cm długości i 3–3,5 cm średnicy.